# Olmo (bromfietsmerk)

Logo van Olmo

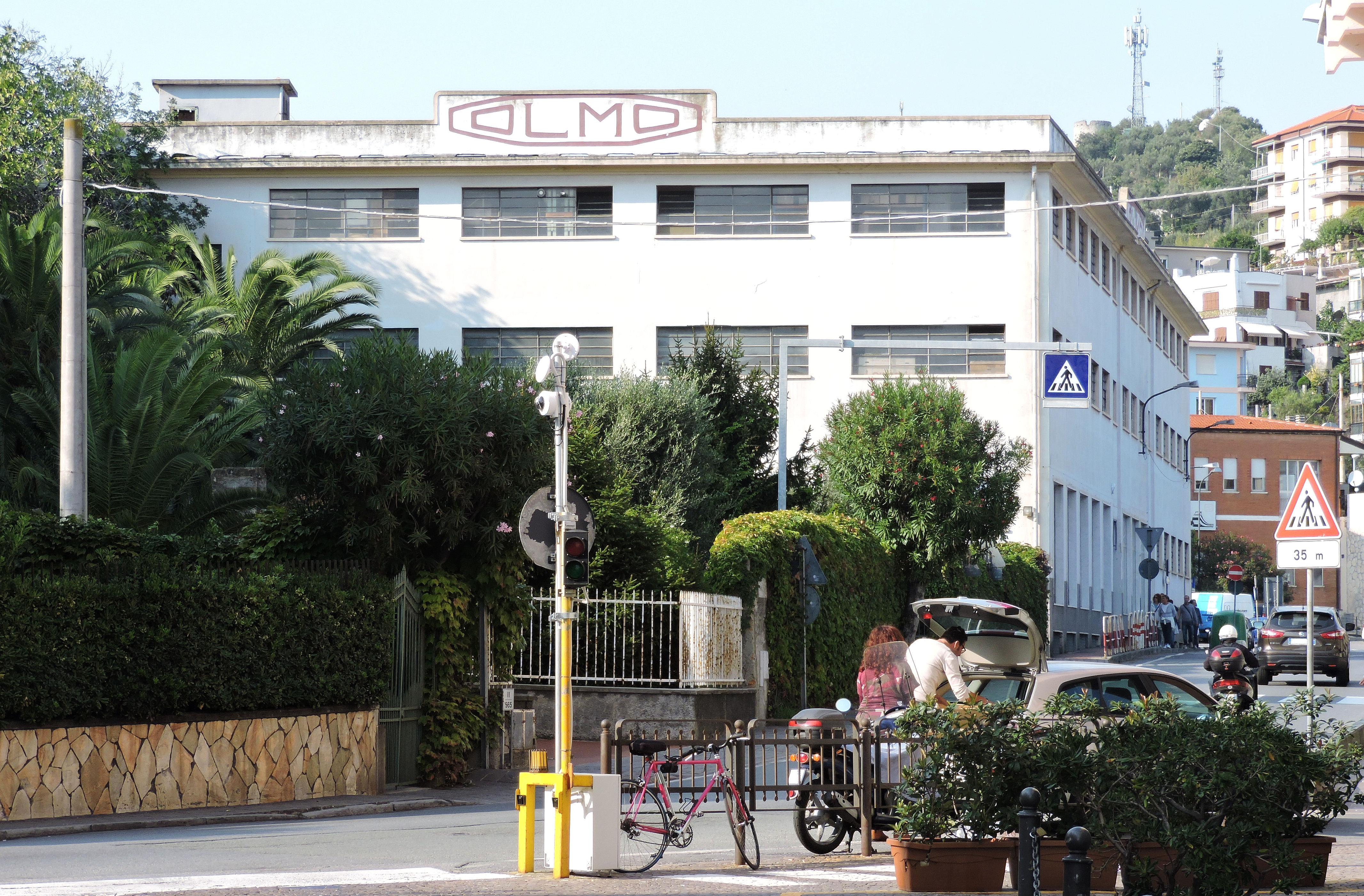
hoofdkwartier van Olmo

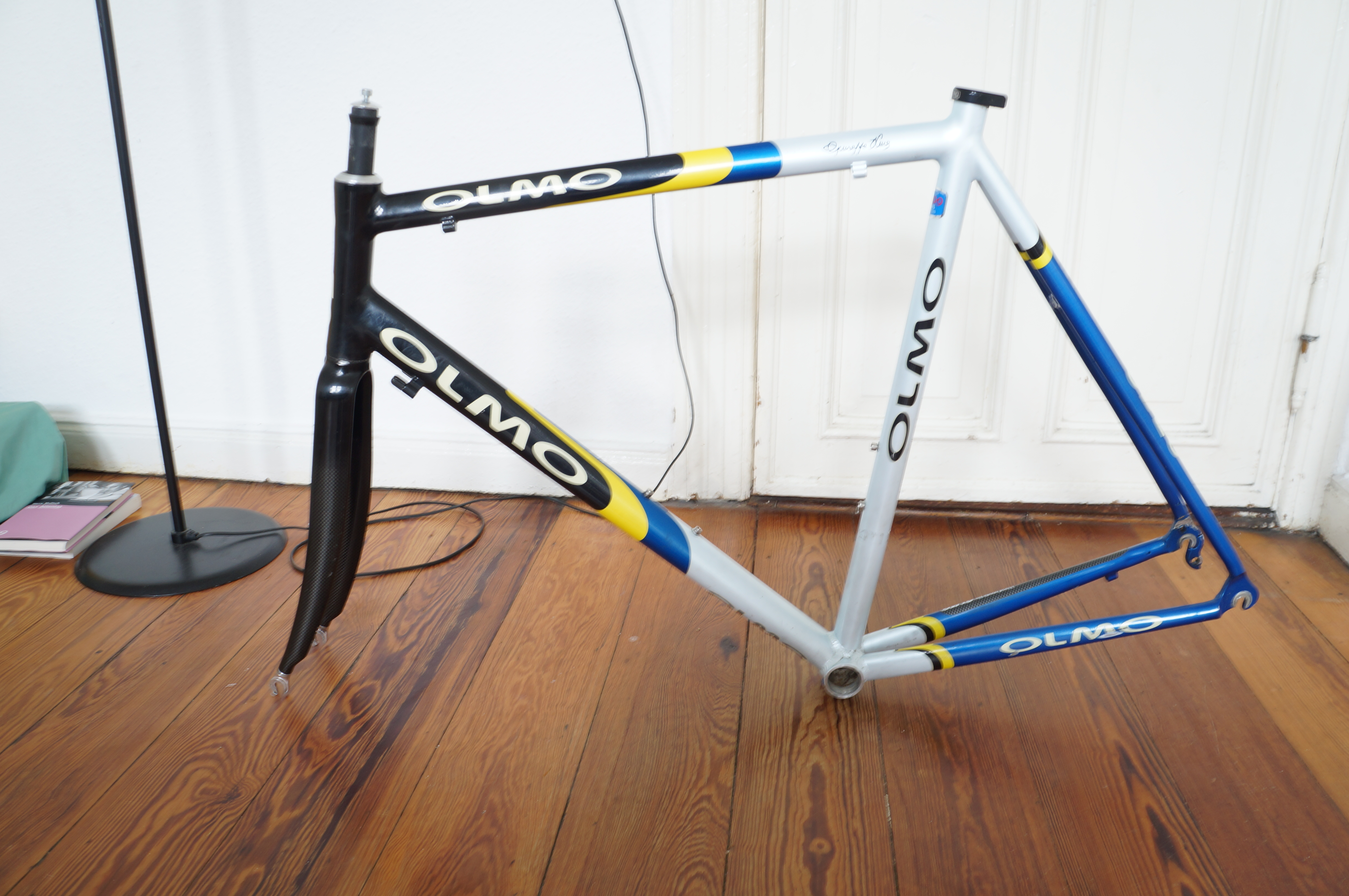
Modern Olmo frame

Olmo is een Italiaans fietsmerk en historisch merk van bromfietsen.
Het was de oud-wielrenner Giuseppe Olmo die na zijn professionele fietscarrière in 1939 een fietsfabrikant werd en in Celle Ligure een bedrijf opzette. De Industria della Biciclette Giovanni Olmo maakte aanvullend van 1954 tot 1961 ook bromfietsen met het 38 cc Mosquito-blokje en andere 48 cc hulpmotoren maakte.
Olmo was ook sponsor van de wielerploeg Olmo (Olmo-Fulgor) actief van 1946 tot 1949, en trad nadien ook als cosponsor van andere wielerploegen op.